# Кшищоф Зволински
Кшѝщоф Зволѝнски (на полски: Krzysztof Zwoliński) е полски лекоатлет, олимпийски медалист.

## Биография
Кшищоф Зволински е роден на 2 януари 1959 година в град Крапковице.